# شاطئ عجيبة
شاطيء عجيبة هو شاطئ يبعد عن مرسى مطروح بحوالي 24 كيلومتر غربا في مصر، والذي يتميز بمياهه الزرقاء.

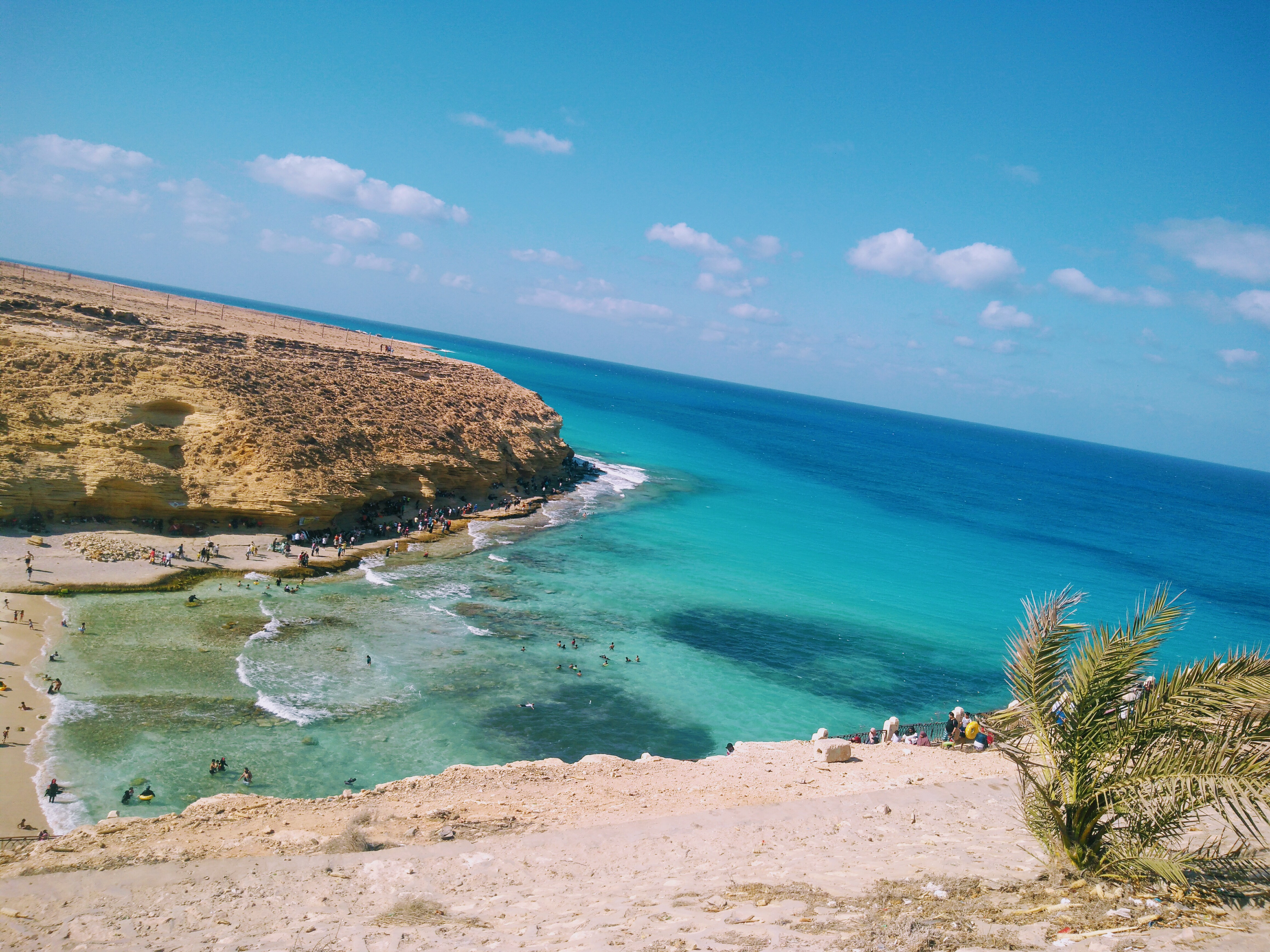
شاطئ عجيبة

يقع هذا الشاطيء أمام صخرة عملاقة، التي يسير في ظلالها الأشخاص مستمتعين بهذا المشهد العجيب المميز بين شواطيء العالم، كما تتناثر بعض الصخور على رمال الشاطيء في منظر بديع، يجلس عليها والزائرون يلتقطون الصور، لتظهر من خلفهم الطبيعة، كما تتضاءل هذه الصخور كلما امتد داخل المياه.

## معرض صور

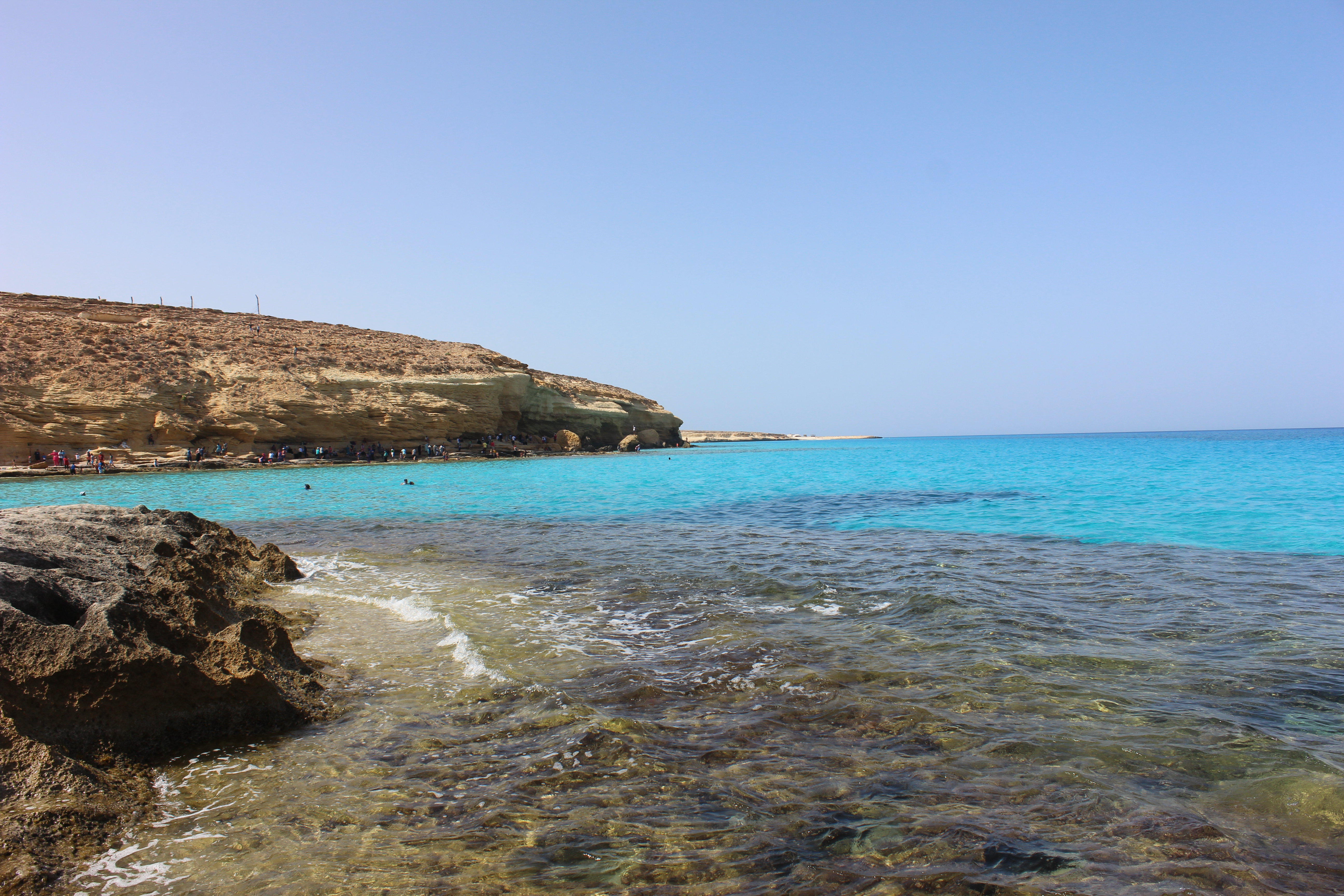
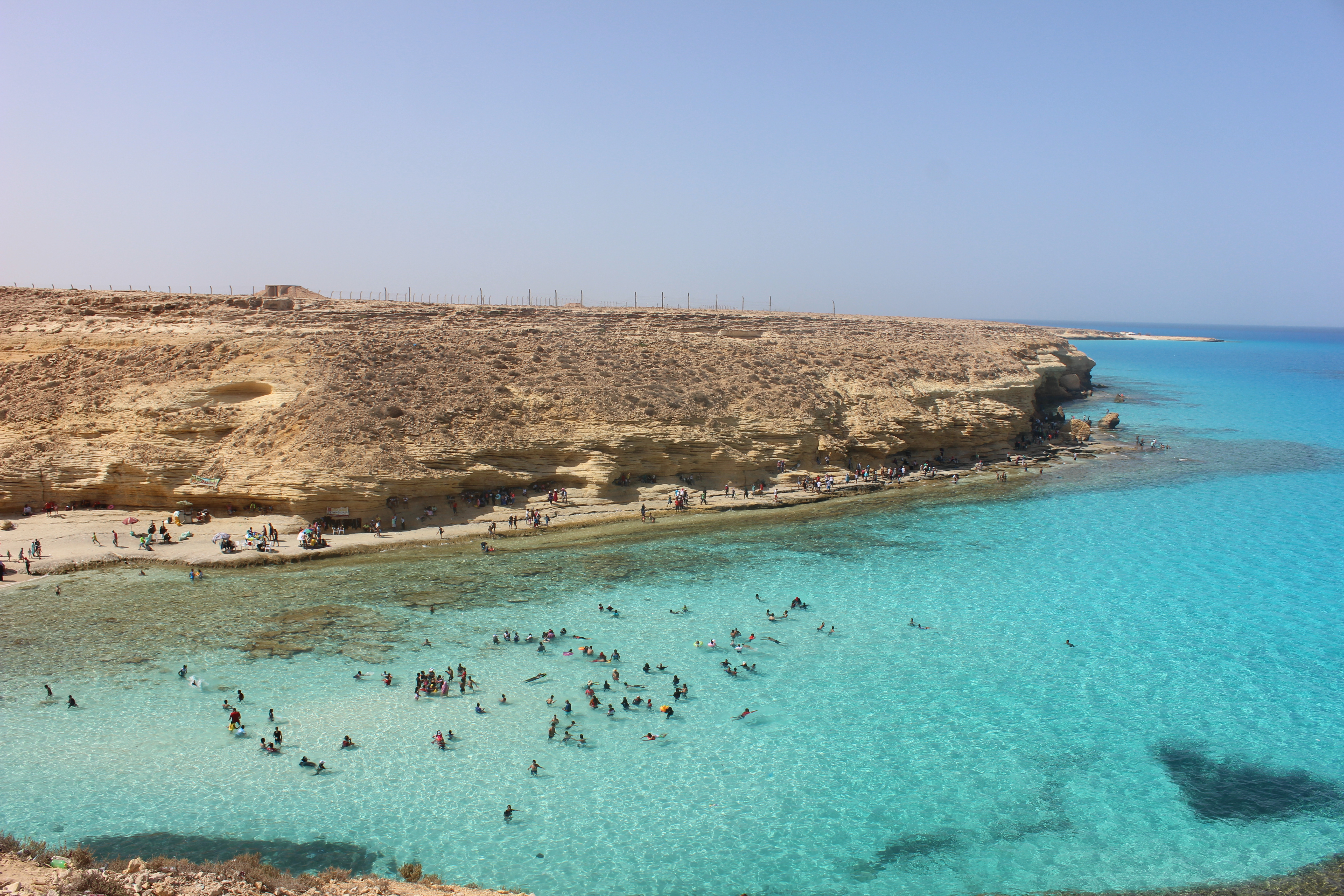
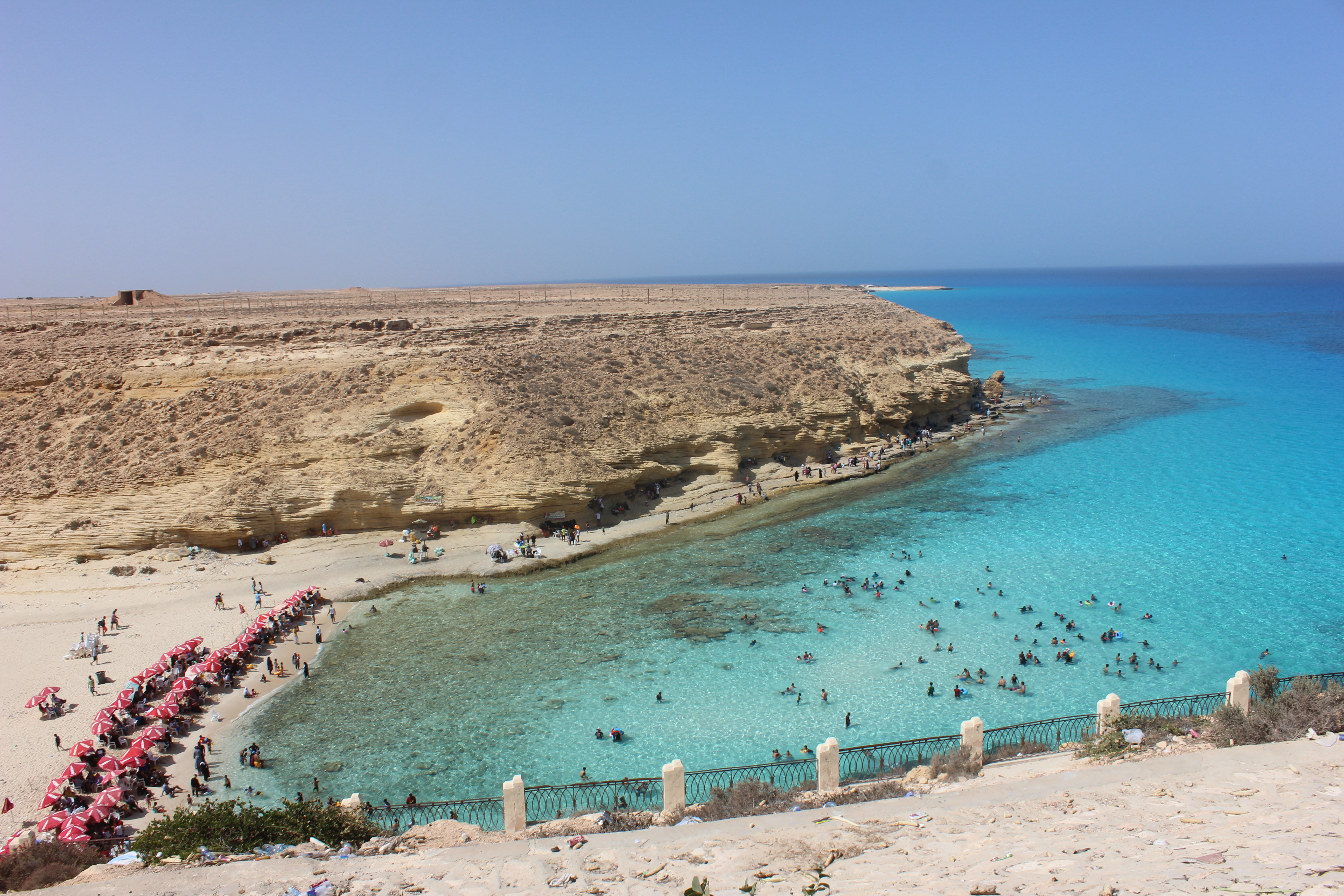
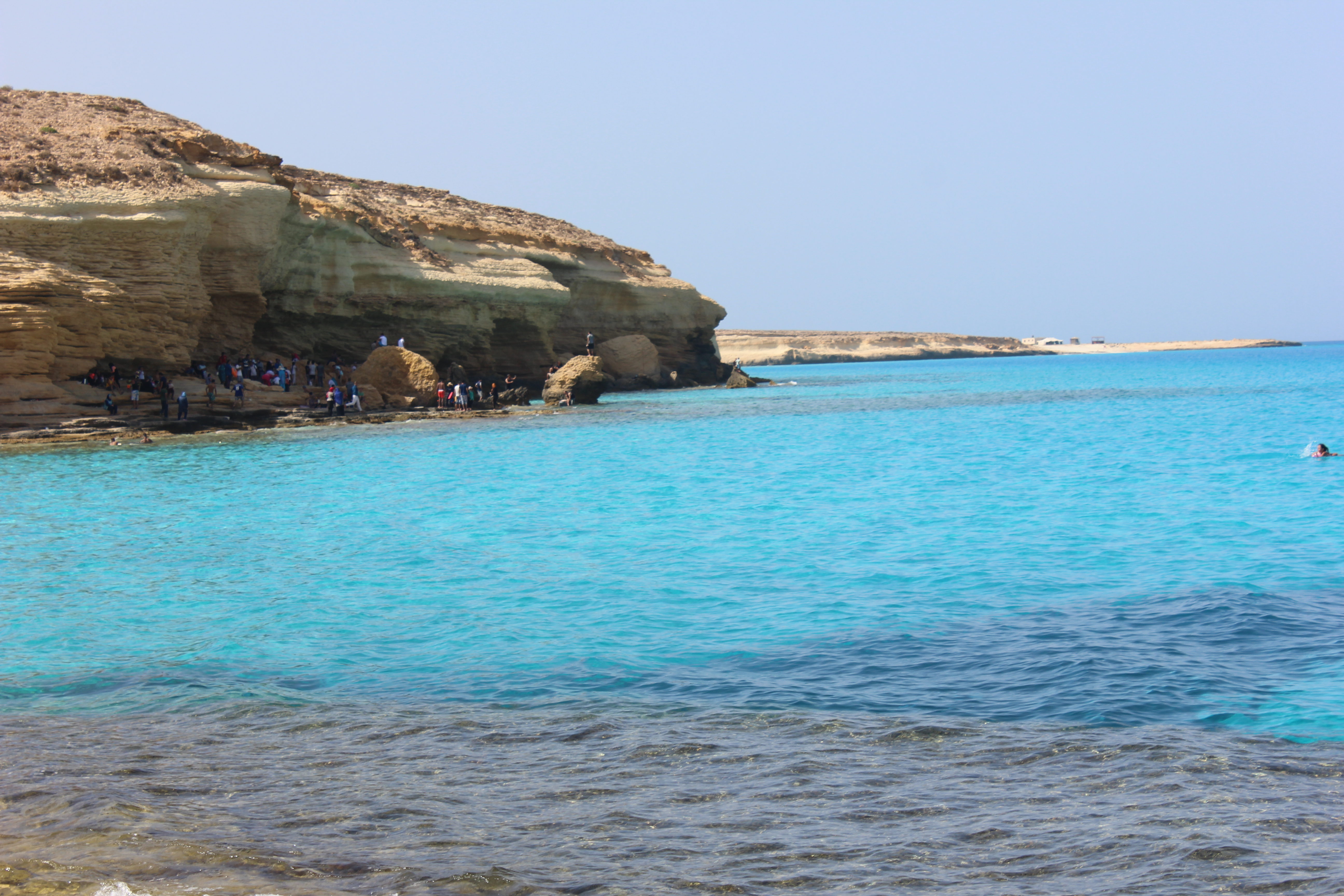
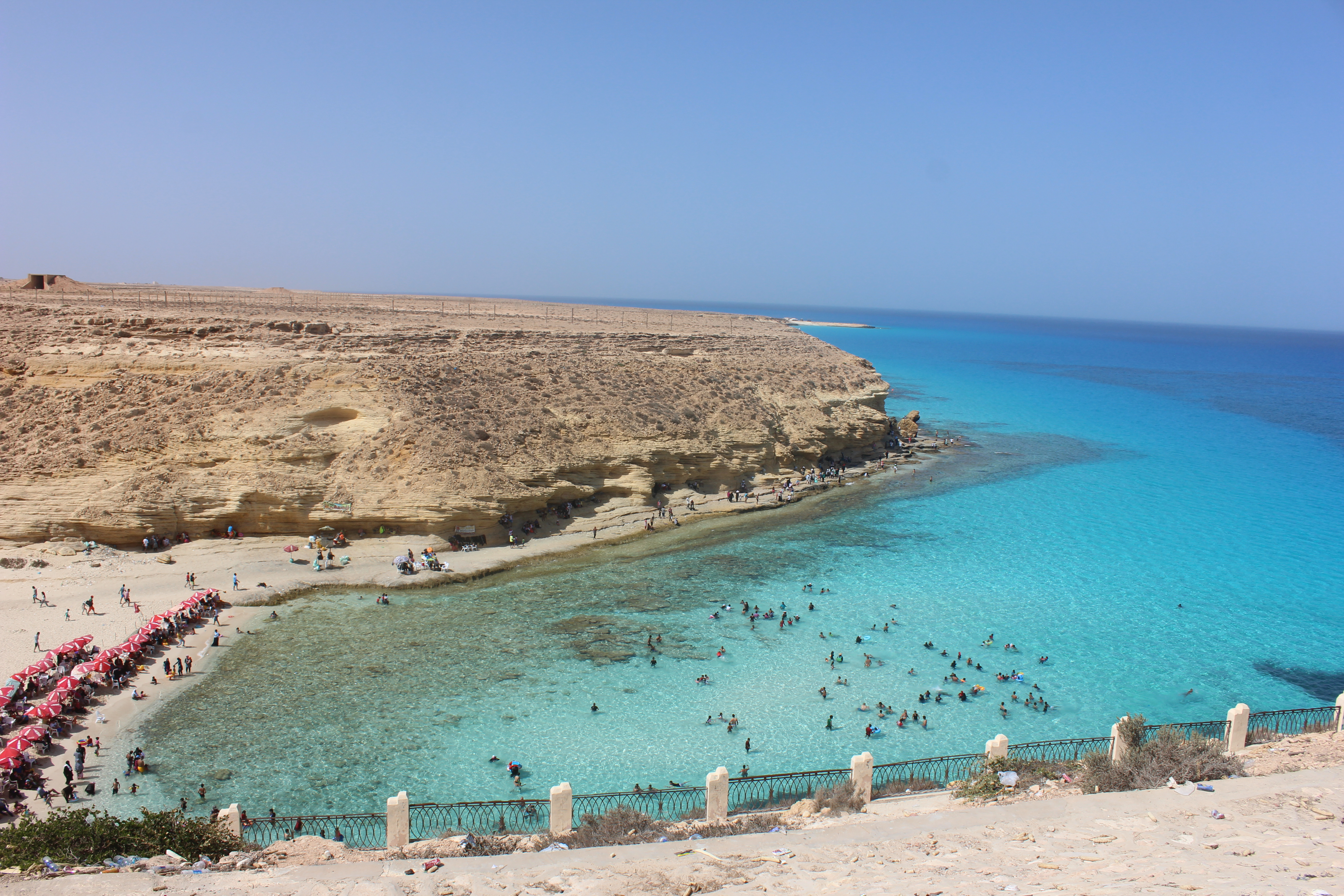
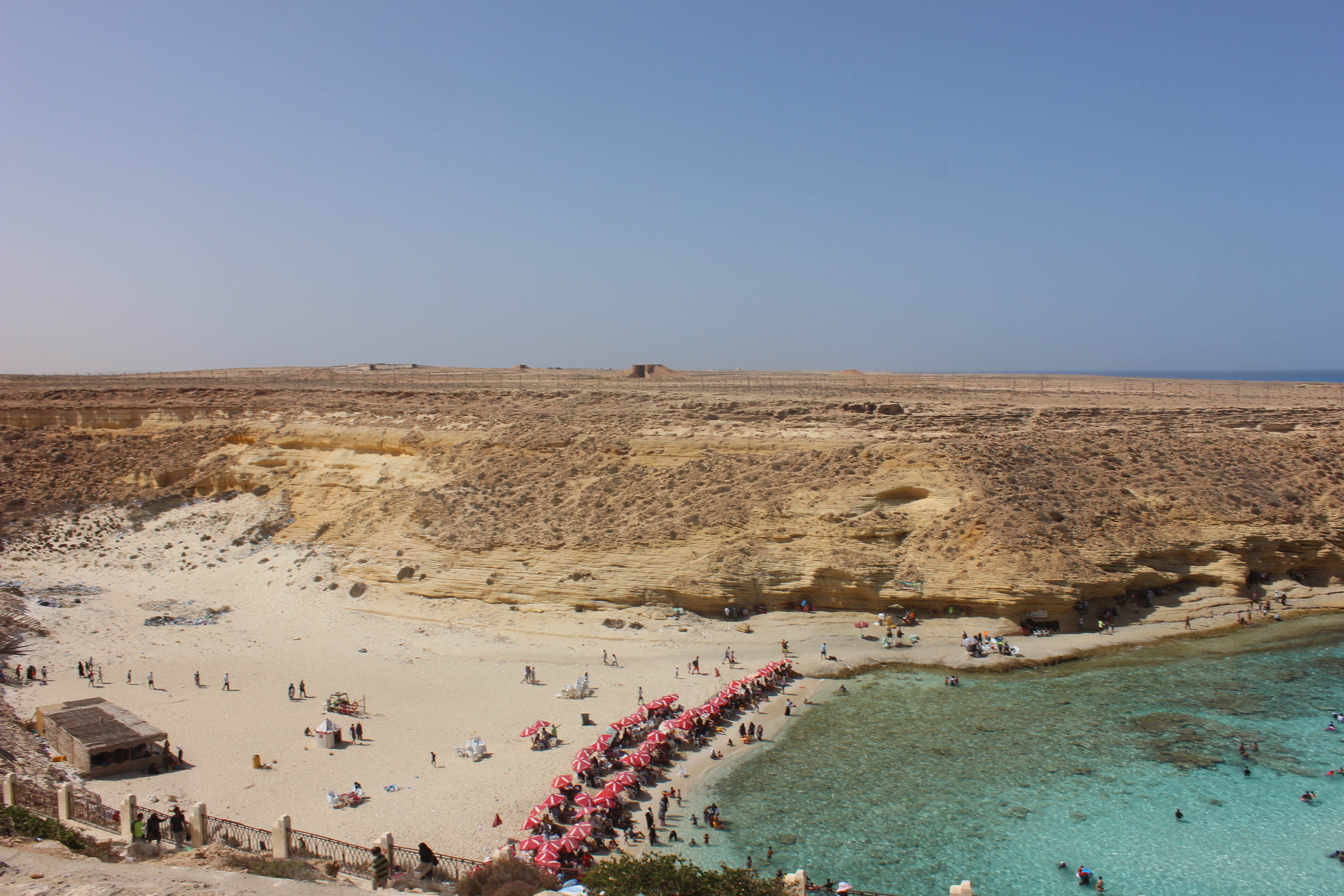
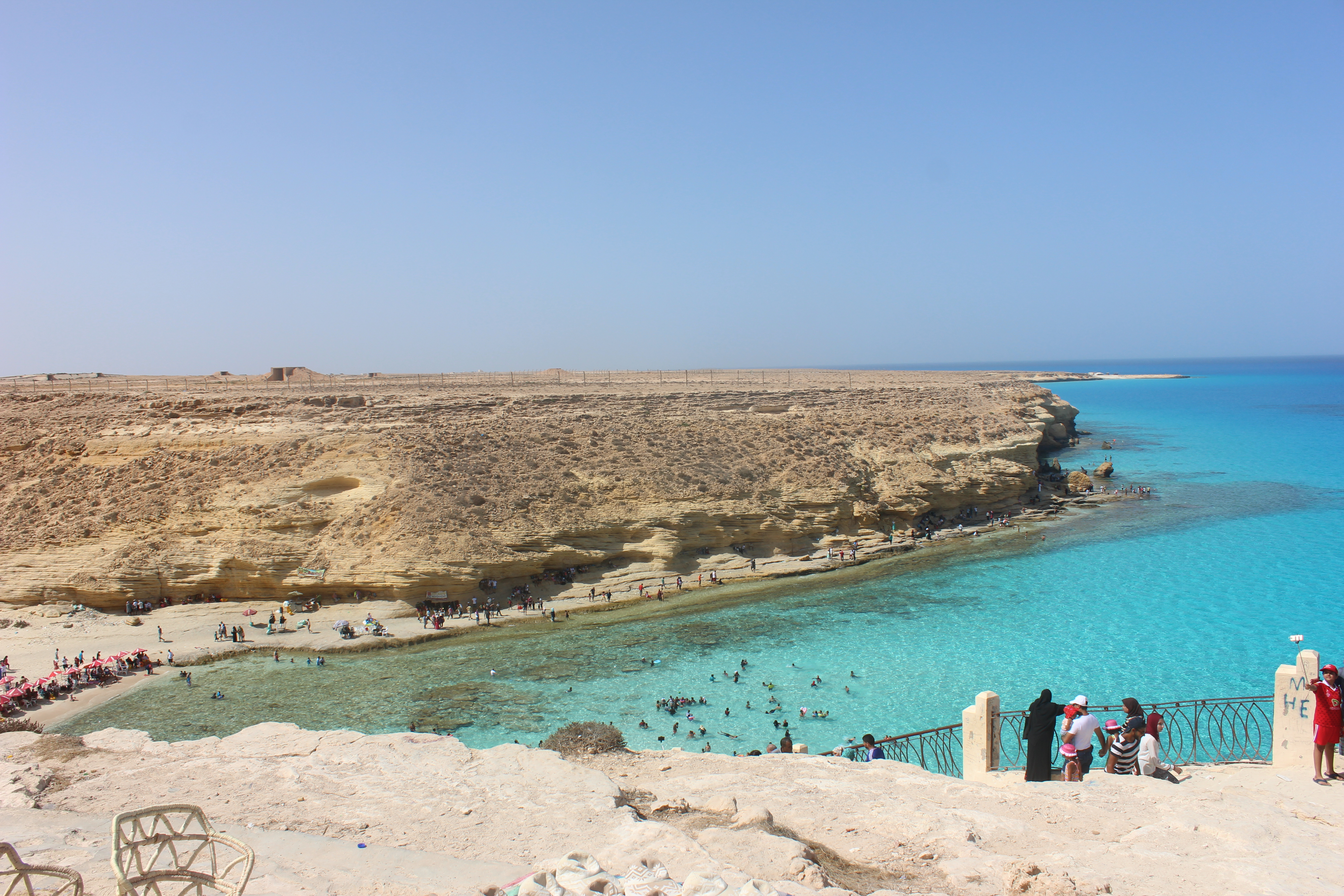
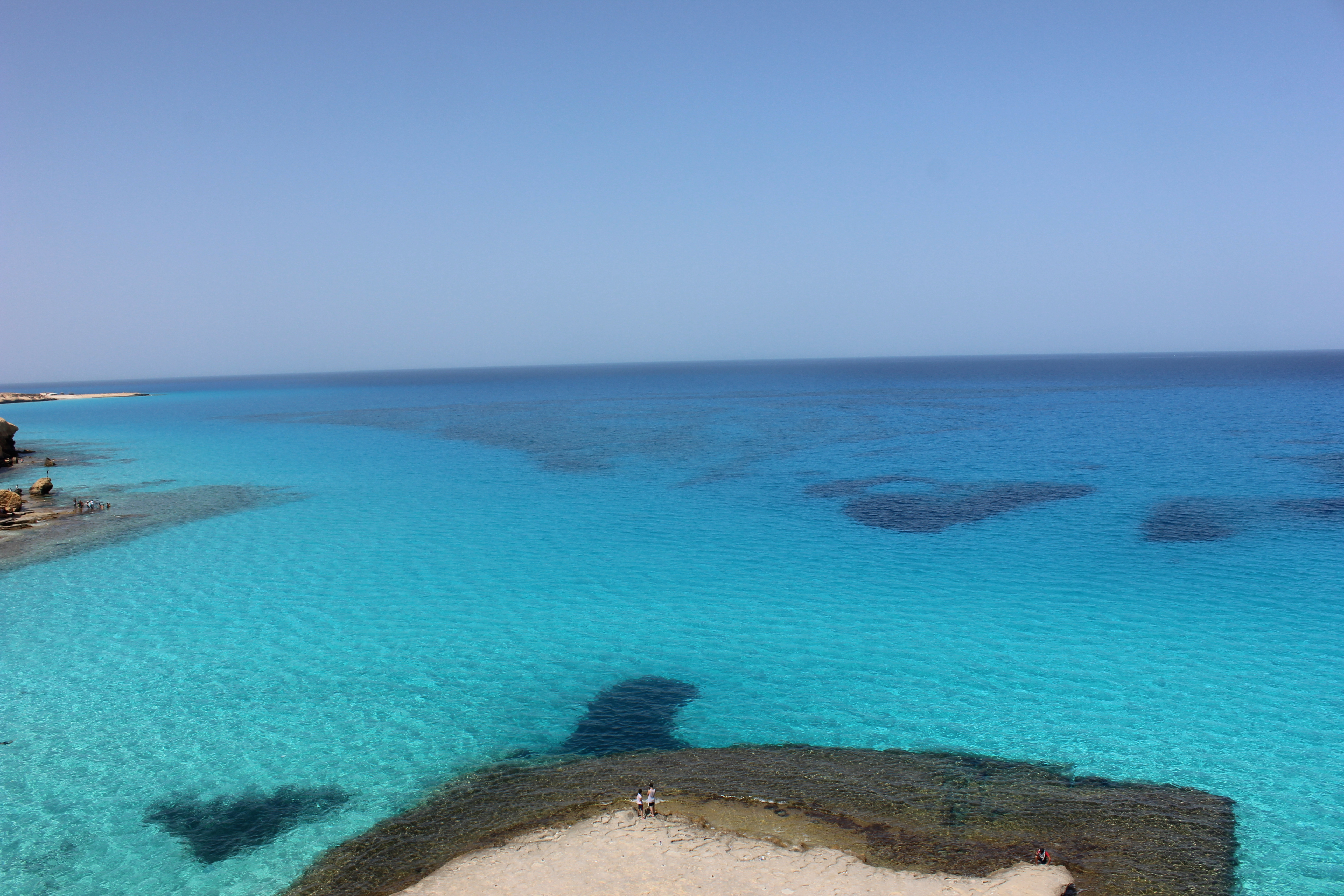
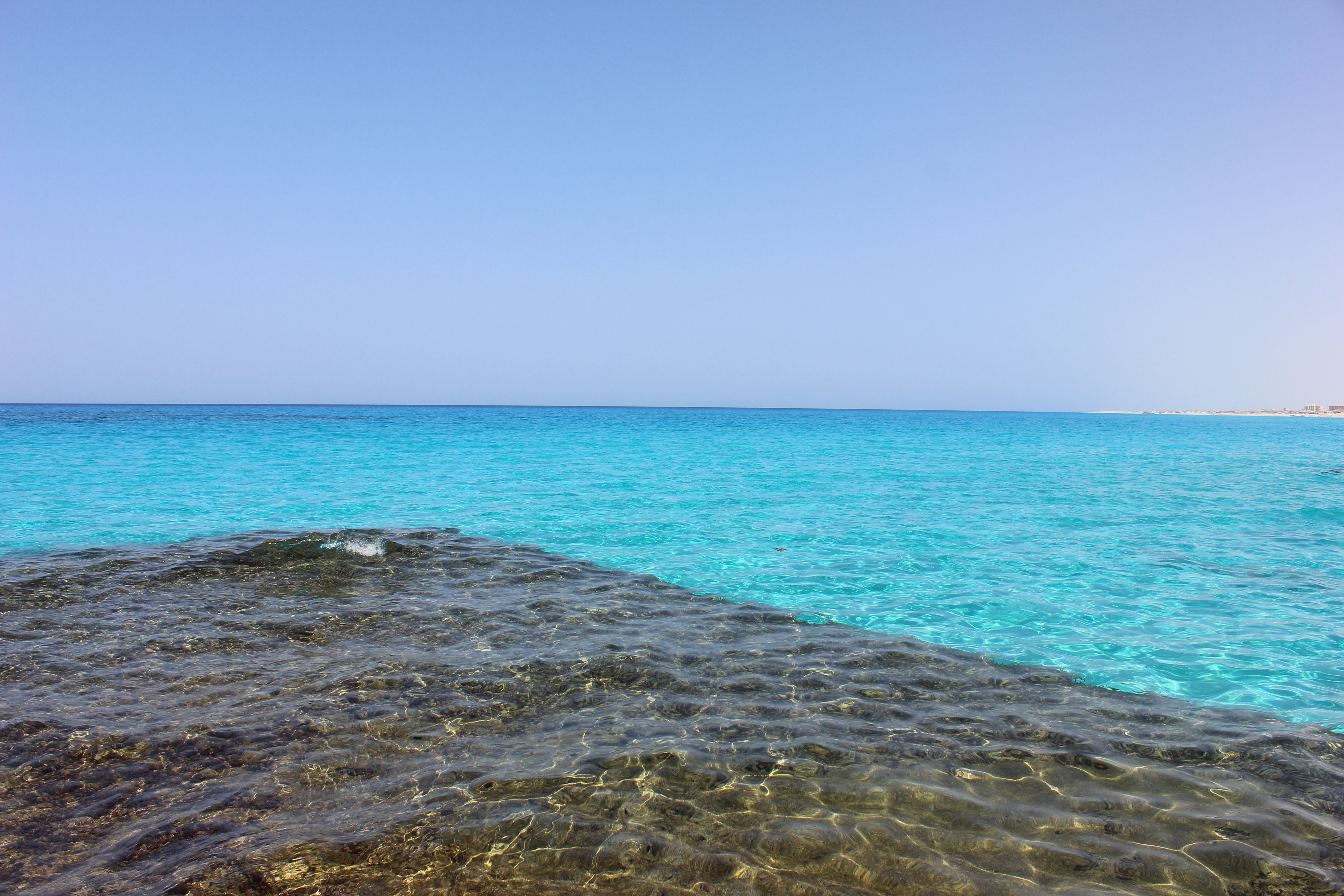
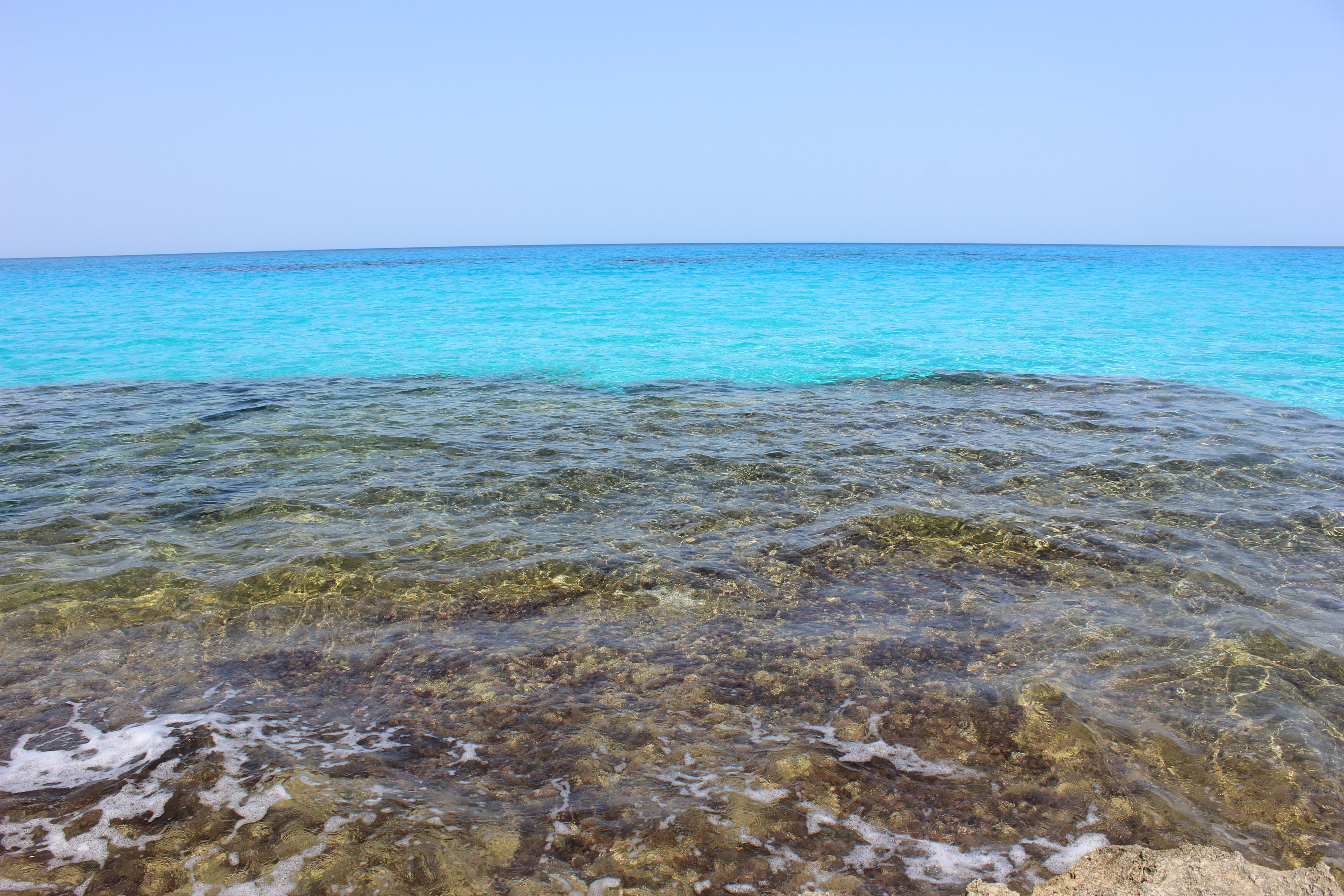
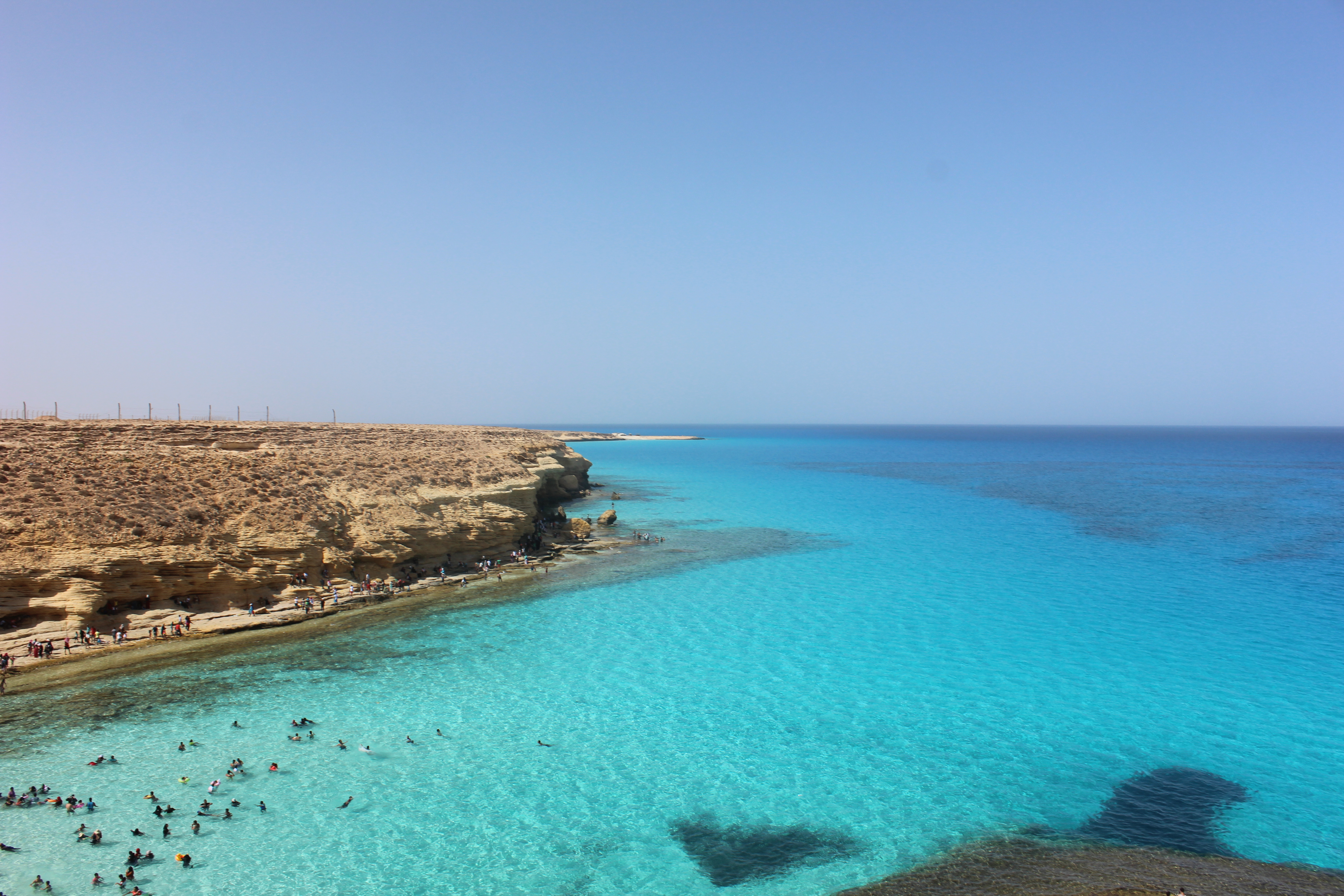
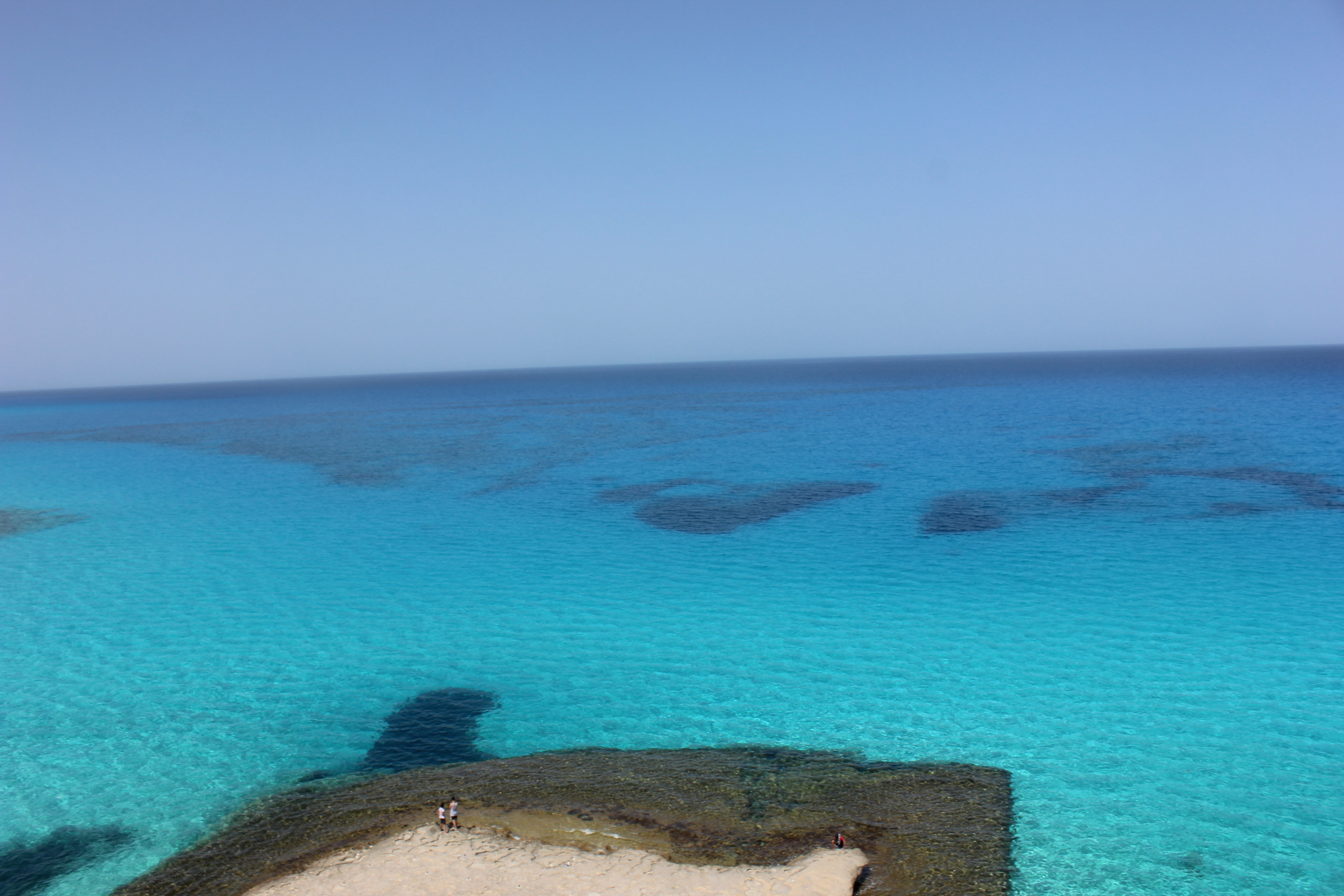
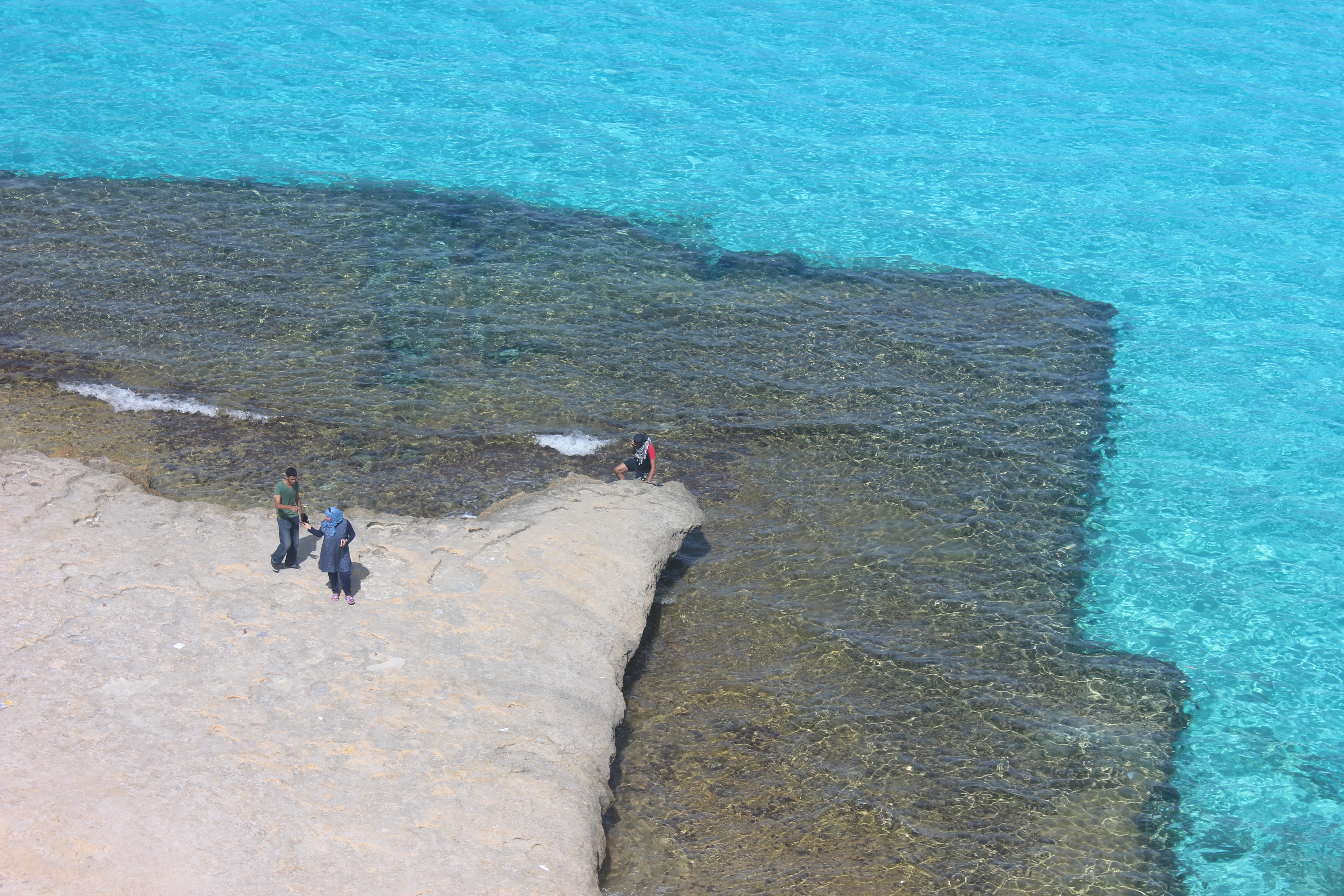
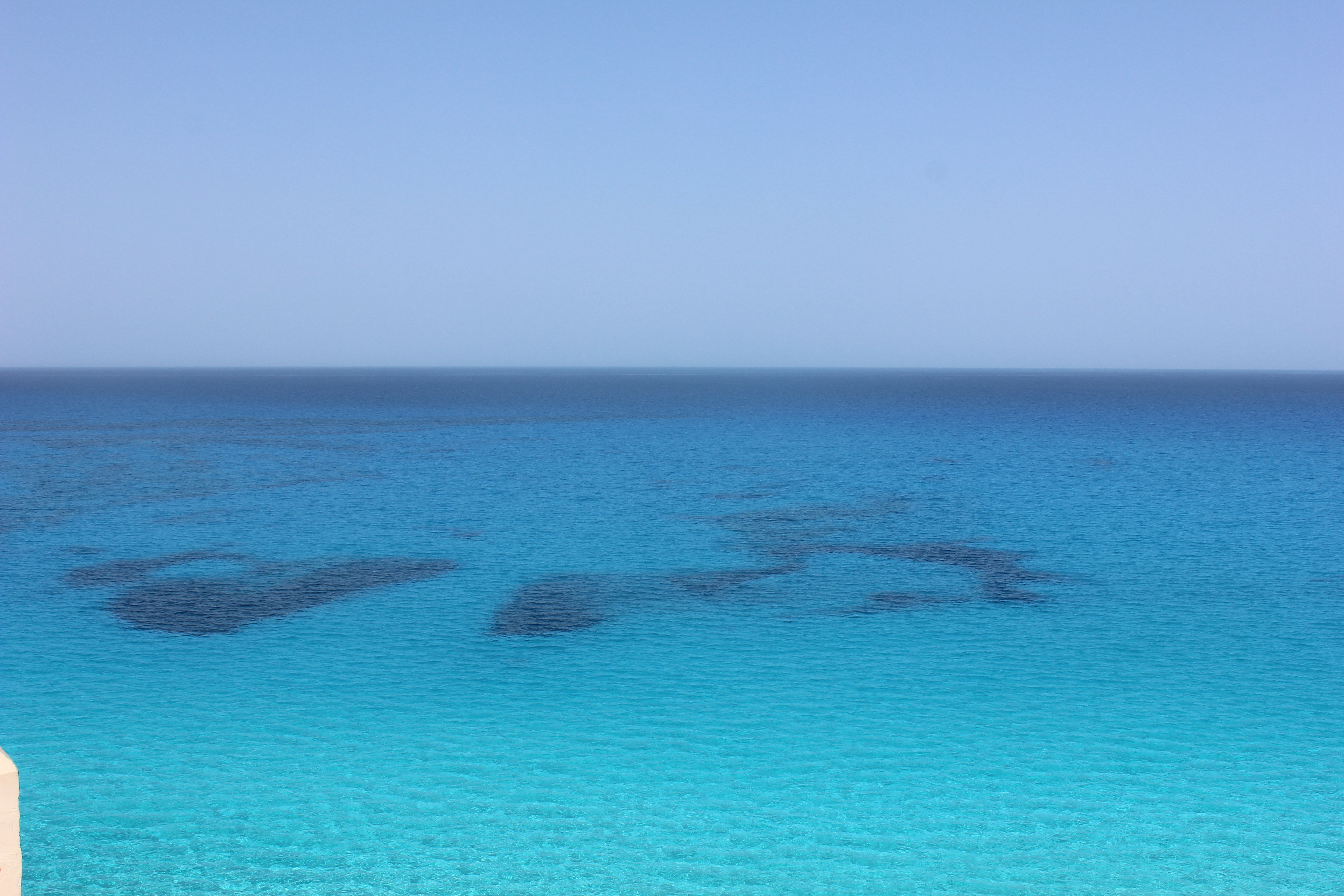
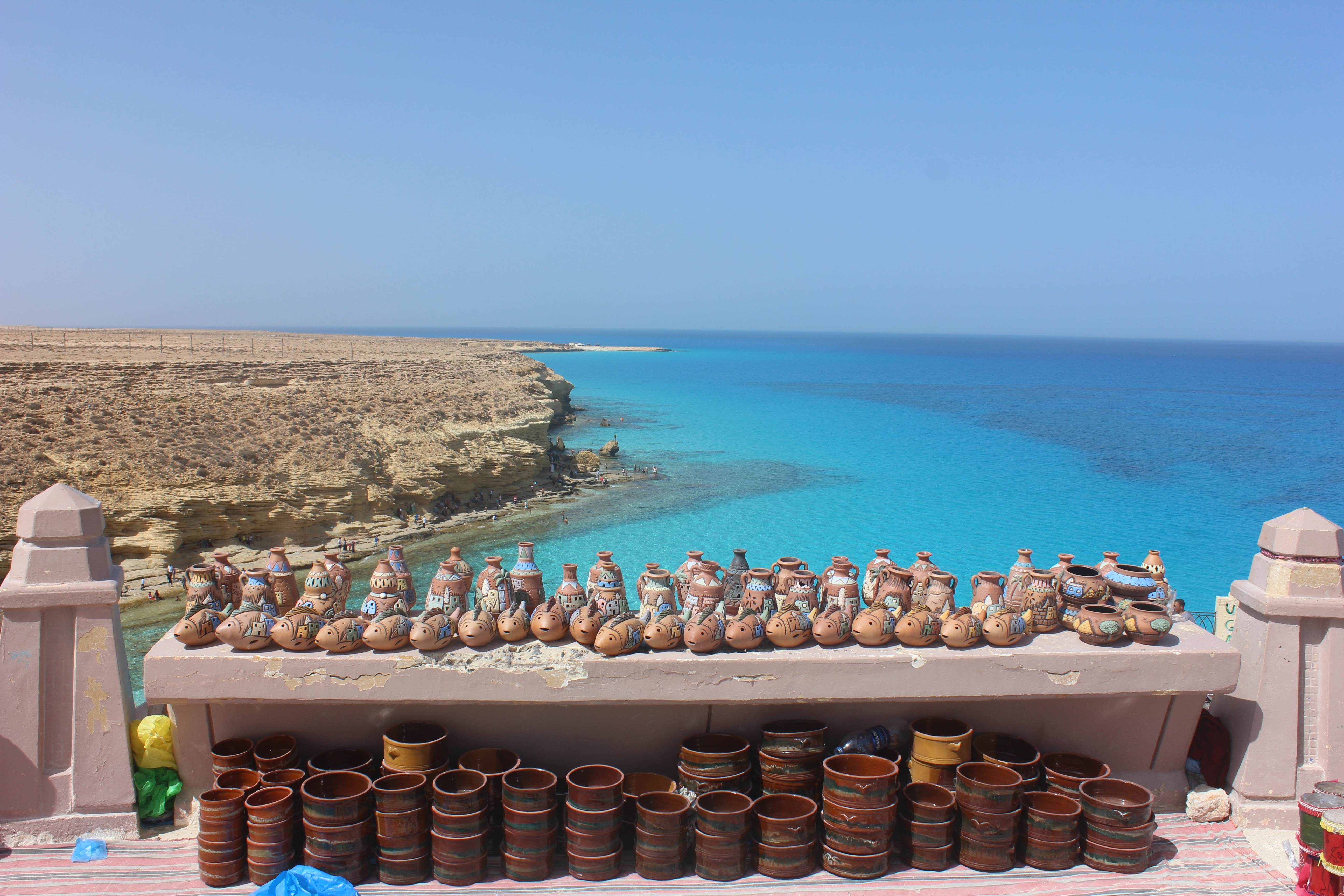
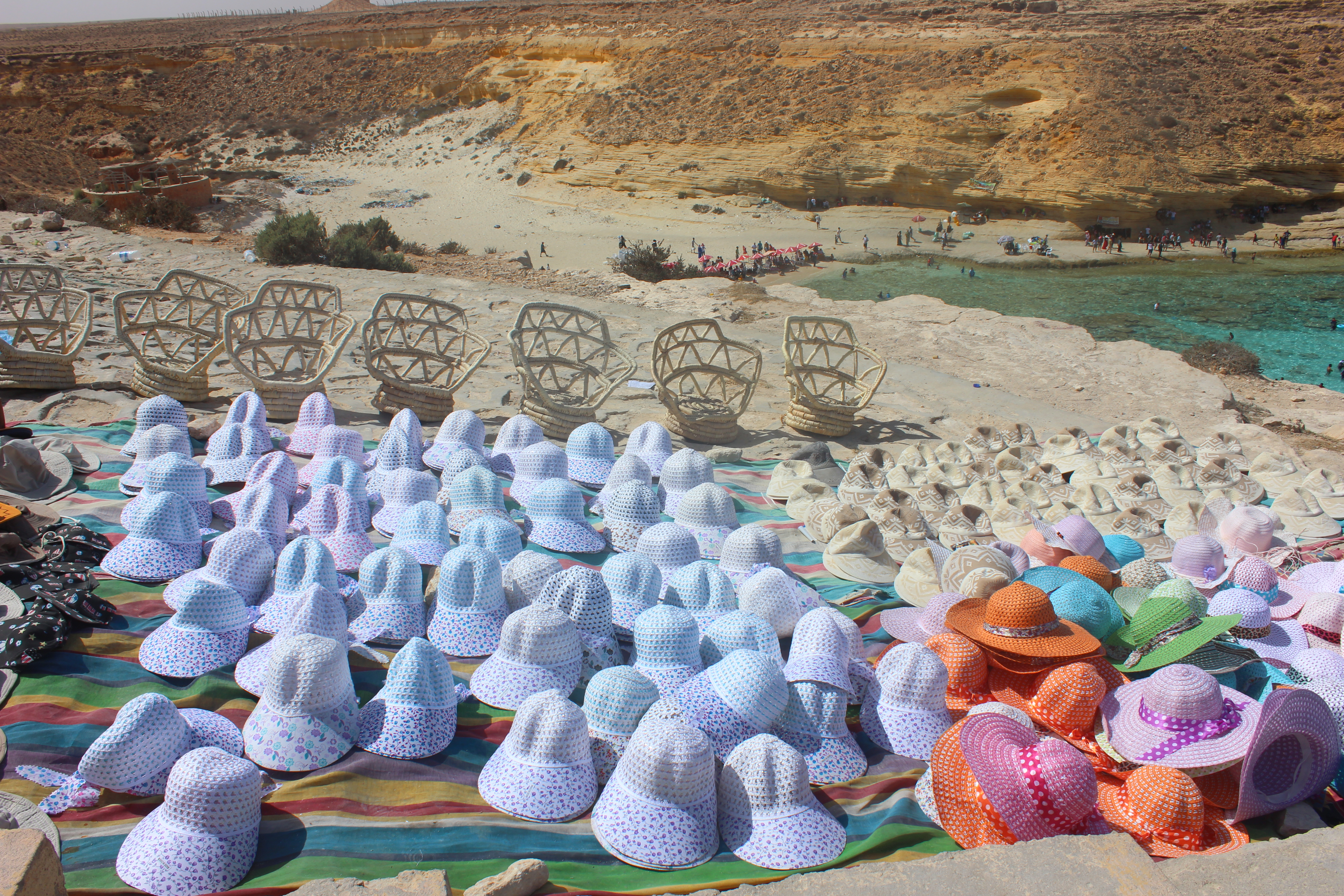
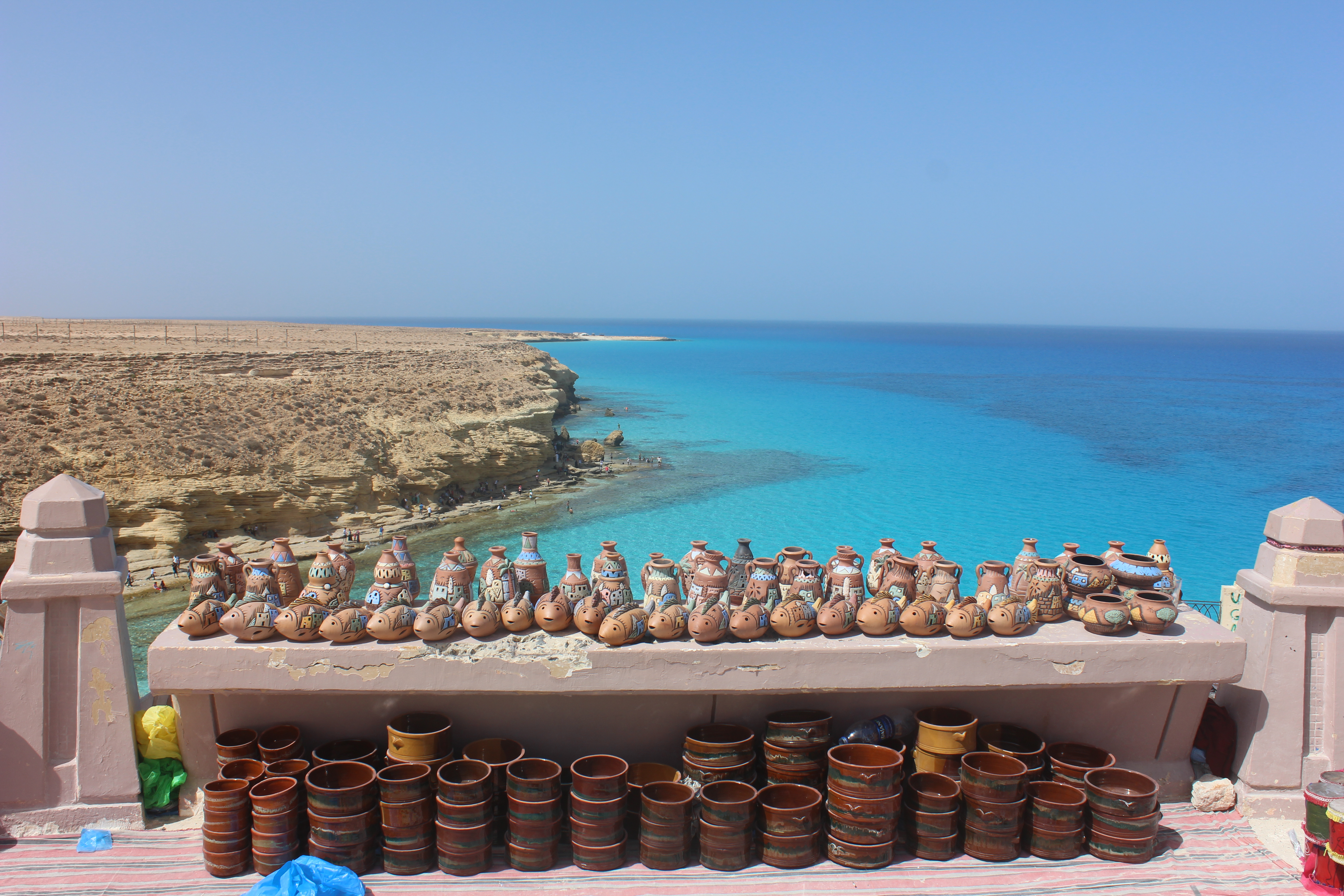
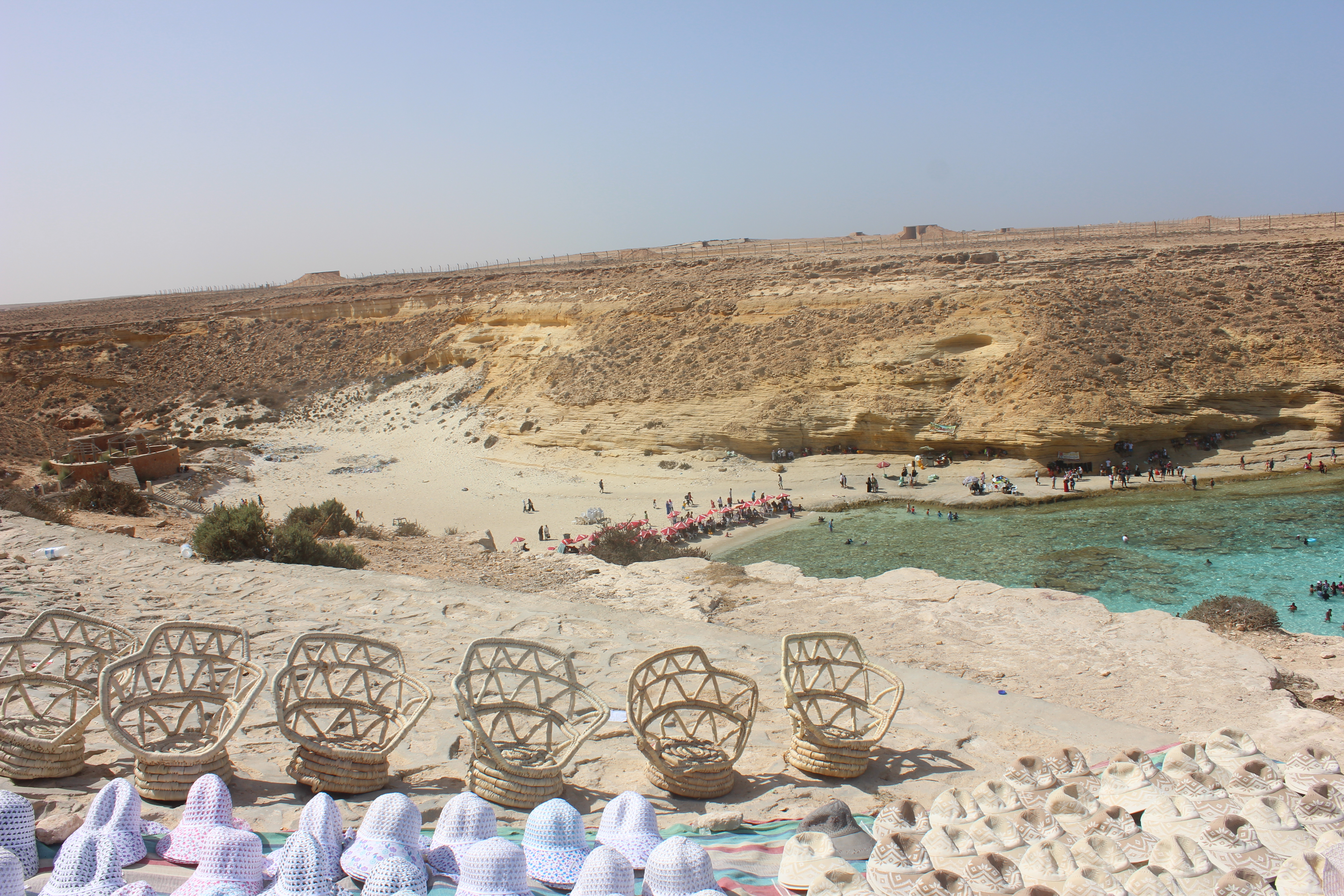